# Ricardo Maurício

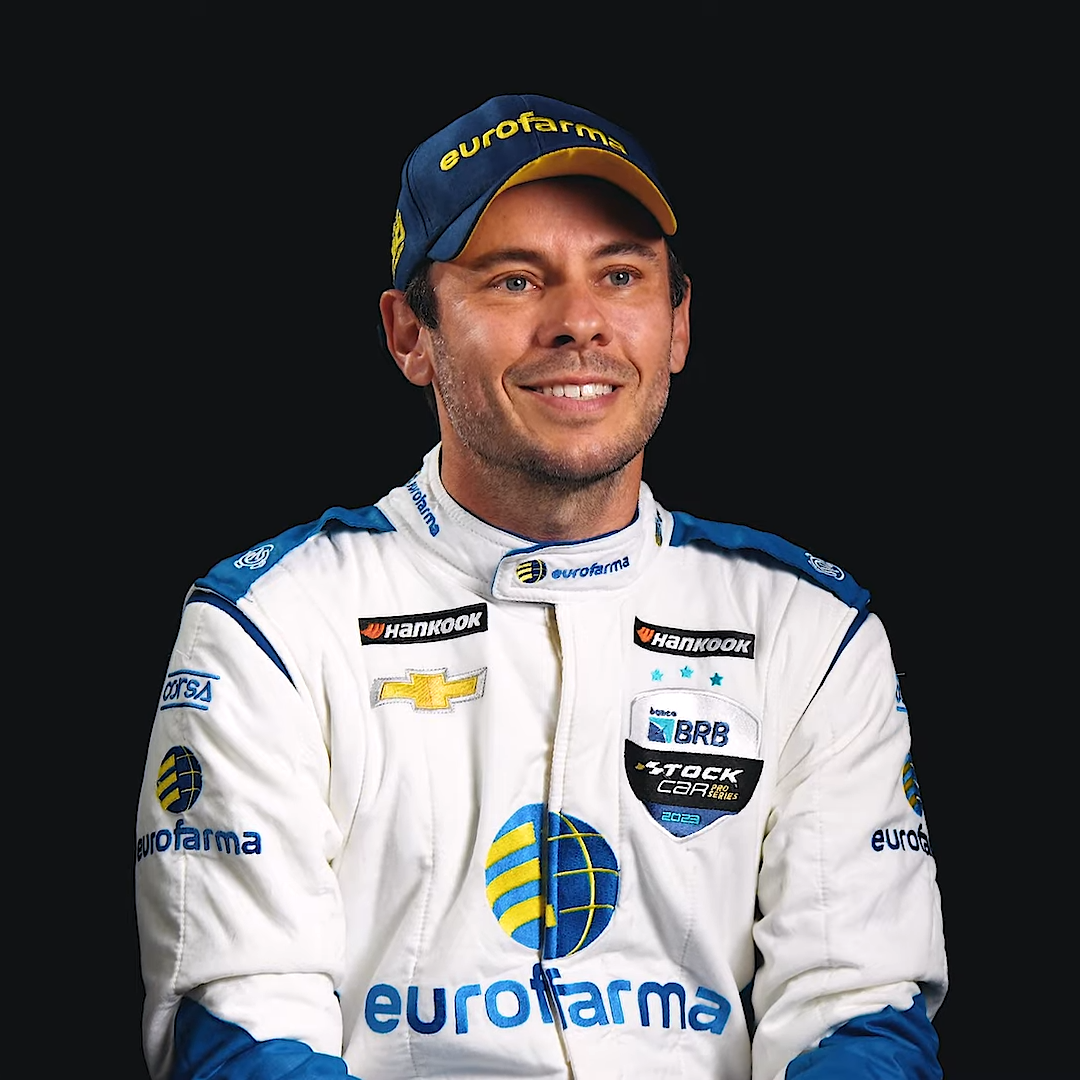
Ricardo Maurício (2023)

Ricardo Maurício (São Paulo, 7 januari 1979) is een Braziliaans autocoureur die tegenwoordig actief is in het Braziliaanse V8 stockcars-kampioenschap. 
Maurício was aanvankelijk actief in formulewagens. In 1997 en 1998 reed hij in het Britse Formule 3-kampioenschap. In de vier daaropvolgende jaren startte hij in de Formule 3000. Viermaal behaalde hij in deze klasse een podiumplaats. Een achtste plaats in de eindstand van het kampioenschap van 2001 was zijn beste jaarresultaat.
Hij behoorde in die tijd tot de grote groep jonge rijders wier loopbaan werd gesteund door drankenfabrikant Red Bull en Formule 1-renstal Red Bull Racing. Doordat de grote doorbraak uitbleef werd hij echter uit het promotieprogramma verwijderd.
Maurício deed een stap terug en reed in 2003 opnieuw Formule 3, dit keer in Spanje. Met zes overwinningen zette hij het Spaanse kampioenschap op zijn naam. Hij keerde daarna terug naar Brazilië waar hij een loopbaan als toerwagenrijder startte. In 2008 won hij de Braziliaanse titel in de V8 stockcars.